# Vizio atavico
Vizio atavico è un film muto italiano del 1914 diretto da Baldassarre Negroni.